# Ялмта
Ялмта́ (калм. Ялмта) — посёлок в Целинном районе Калмыкии. Административный центр Ялмтинского сельского муниципального образования. Посёлок расположен на Приергенинской равнине, в 59 км к северо-востоку от села Троицкое.
Население — 266 человек (2012)
Основан в 1968 году.

## Название
Название посёлка переводится как калм. ялмта — тушканий (от калм. ялмн — тушканчик). Ойконим производен от гидронима Ялмта, названия реки, протекающей к югу от посёлка.

## История
Посёлок основан в связи с созданием в 1968 году на базе третьей фермы совхоза «Ленинский» конезавода по разведению донской породы лошадей. 5 февраля 1971 года совхоз «Ялмта» приказом № 10 Министерства сельского хозяйства Калмыцкой АССР был переименован в Конный завод им. О. И. Городовикова. В 1987 году ему присвоен статус племенного конезавода.
10 июня 1999 года на основании Распоряжения № 458 Министерства сельского хозяйства и продовольствия Республики Калмыкия ГПКЗ им О. И. Городовикова переименован в ФГУП «Племенной конный завод имени О. И. Городовикова».
В 2004 году ФГУП ПКЗ им О. И. Городовикова был ликвидирован в связи с банкротством. В том же году был образован СПК «Ялмта».
В 2008 году посёлок был газифицирован.

## Физико-географическая характеристика
Посёлок расположен в пределах наклонной Приергенинской равнине, являющейся частью Прикаспийской низменности, на высоте 2 м над уровнем моря. Рельеф местности равнинный. С юга посёлок ограничен дренажным каналом. С остальных сторон посёлок окружён пастбищными угодьями. В 1 км к западу от посёлка расположен Гашунский канал, относящийся к Черноземельской оросительно-обводвонительной системе. В 3 км к югу от посёлка протекает река Ялмта.
По автомобильной дороге расстояние до столицы Калмыкии города Элиста составляет 73 км, до районного центра села Троицкого — 59 км. Ближайший населённый пункт — посёлок Чилгир Яшкульского района, расположенный в 13 км к юго-востоку от Ялмты. С районным центром Ялмту связывает автодорога с твёрдым покрытием (от села Троицкого до посёлка Ики-Чонос — с асфальтированным покрытием, далее — с щебневым).
В окрестностях посёлка распространены бурые пустынно-степные и бурые пустынные солонцеватые песчаные почвы в комплексе солонцами.
В посёлке, как и на всей территории Калмыкии, действует московское время.

## Население
В конце 1980-х в Ялмте проживало около 560 жителей.
| 2002 | 2010 | 2011 | 2012 |
| ---- | ---- | ---- | ---- |
| 325  | ↘248 | ↗261 | ↗266 |

Национальный состав
Согласно результатам переписи 2002 года большинство населения посёлка составляли калмыки и даргинцы (по 31 %)
| Национальность | Численность (2010) | Процент |
| -------------- | ------------------ | ------- |
| Калмыки        | 96                 | 39,8%   |
| Даргинцы       | 64                 | 26,6%   |
| Русские        | 32                 | 13,3%   |
| Чеченцы        | 27                 | 11,2%   |
| Казахи         | 7                  | 2,9%    |
| Украинцы       | 6                  | 2,5%    |
| Осетины        | 5                  | 2,1%    |
| Карачаевцы     | 4                  | 1,7%    |
| Всего          | 241                | 100%    |

## Социальная инфраструктура
В посёлке имеется магазин, сельский клуб, библиотека, детский сад. Медицинское обслуживание жителей посёлка обеспечивают фельдшерско-акушерский пункт и Целинная центральная районная больница. Ближайшее отделение скорой медицинской помощи расположено в Троицком. Среднее образование жители посёлка получают в Ялмтинской средней общеобразовательной школе.
Посёлок газифицирован. Центральное водоснабжение отсутствует, потребность в пресной воде обеспечивается индивидуально, путём доставки воды к каждому домовладению. Водоотведение осуществляется за счёт использования выгребных ям.
Для захоронения умерших, как правило, используются местное кладбище.